# Gurit Holding
Die  Gurit Holding AG (bis April 2006 Gurit-Heberlein AG) mit Sitz in Wattwil ist ein auf die Entwicklung und Herstellung von Hochleistungskunststoffen spezialisierter, international tätiger Schweizer Industriekonzern. Die Unternehmensgruppe beschäftigt weltweit über 2000 Mitarbeiter und erwirtschaftete 2023 einen Umsatz von rund 460 Millionen Schweizer Franken. Das Unternehmen ist an der Schweizer Börse SIX Swiss Exchange kotiert; Kursinformationen sind unter dem Kürzel GUR auf den elektronischen Kursinformationsdiensten abrufbar.

## Tätigkeitsgebiet
Gurit entwickelt und stellt als Zulieferer Hochleistungskunststoffe her, insbesondere für die Windenergie-Industrie, für Anwendungen im Transportwesen (Eisenbahn- und für die Bootsbau-Industrie) sowie im Bereich Formenbau und Automationslösungen für die Produktion von Windrotorblättern („Tooling“) und „Kitting“-Dienstleistungen.
Das Materialsortiment besteht aus Kernmaterialien wie Strukturschaumstoffen und Balsaholz, faserverstärkten Kunststoffen (Prepregs), Klebstoffen, Harzen und Verbrauchsmaterialien. Das Produktangebot wird besonders im Marktbereich Marine (Bootsbau) durch umfassende Engineering-Leistungen ergänzt. Seit 2010 ist Gurit zudem ein führender Anbieter von Bauformen für die Herstellung von Rotorblättern für Windkraftanlagen.

## Geschichte
Das Unternehmen wurde 1835 von Georg Philipp Heberlein als Garnfärberei gegründet. Die zweite Besitzergeneration, unter der die Entwicklung vom gewerblichen zum industriellen Betrieb erfolgte, führte künstliche Farbstoffe, die dritte die Garnmercerisation (1897), die Stückfärberei und die Druckerei (1916) ein.
1927 kaufte die mittlerweile in eine Aktiengesellschaft umgewandelte und über 1.200 Mitarbeiter zählende Heberlein die Neue Schweizer Kattundruckerei in Richterswil und legte deren Betrieb 1929 still. An ihrer Stelle errichtete Heberlein die Gummiwerke Richterswil (Gurit).
Nach dem Zweiten Weltkrieg wuchs die Heberlein mit der Texturierung von Chemiefasern („Helanca“). Das Verfahren wurde weltweit lizenziert und eine eigene Maschinenfabrik gebaut.
Ende der 1960er Jahre diversifizierte das Unternehmen Richtung Chemie und Kunststoffe und übernahm 1967 die auf Dentalprodukte spezialisierte Firma Coltène in Altstätten, 1969 die Textilgruppe Arova mit Sitz in Flurlingen sowie 1973 den Folienhersteller Worbla AG in Ittigen.
In der Zwischenzeit gründete Gurit zusammen mit dem US-amerikanischen Chemiekonzern Essex Chemical 1968 das Gemeinschaftsunternehmen Gurit-Essex, das sich in der Folge auf die Herstellung von Klebstoffen für den Automobilbau spezialisierte. In den 1970er Jahren stieg das Unternehmen aus dem zusammengebrochenen Texturiermarkt aus.
Mit der Ausgliederung der Heberlein Textil 1999, die 2001 ganz geschlossen wurde, beendete Gurit seinen Wandel vom Textil- zum Chemie- und Kunststoffkonzern. Danach folgten verschiedene Anpassungen an der neu eingeschlagenen Ausrichtung. So verkaufte Gurit im Jahr 2000 ihren 50-prozentigen Anteil an Gurit-Essex an die Dow Chemical, welche in der Zwischenzeit Mehrheitsaktionär der Essex Chemical wurde.
2006 wurde der Gurit-Heberlein-Konzern in die beiden Unternehmen Gurit (Hochleistungsverbundwerkstoffe) und Medisize (Medizinal- und Dentalgeschäft) aufgespalten.
2009 übernahm Gurit den chinesischen Windblatt-Formenbauer Suzhou Red Maple Wind Blade Mould Co. Ltd.
2018 kam mit der Akquisition von JSB ein global tätiger Kernmaterial-Kitting-Dienstleister für die globale Windturbinenindustrie zum Konzern.
2019 umfasste das Portefeuille der industriellen Tätigkeiten von Gurit Hochleistungsverbundwerkstoffe und -technologien ausgerichtete Aktivitäten: Composite Materials, Core Kitting, Wind blade Tooling, Aerospace und Composite Structural Engineering. Das Unternehmen verfügt über Niederlassungen und Produktionsstätten in Australien, China, Dänemark, Deutschland, Ecuador, Grossbritannien, Indien, Indonesien, Italien, Kanada, Mexiko, Neuseeland, Schweiz, Spanien, Türkei und den USA.